# Cseri Zsófia
Cseri Zsófia (Budapest, 1976 – ) zenetudós, karnagy, egyetemi adjunktus, Cseri Kálmán református lelkész leánya.

## Élete

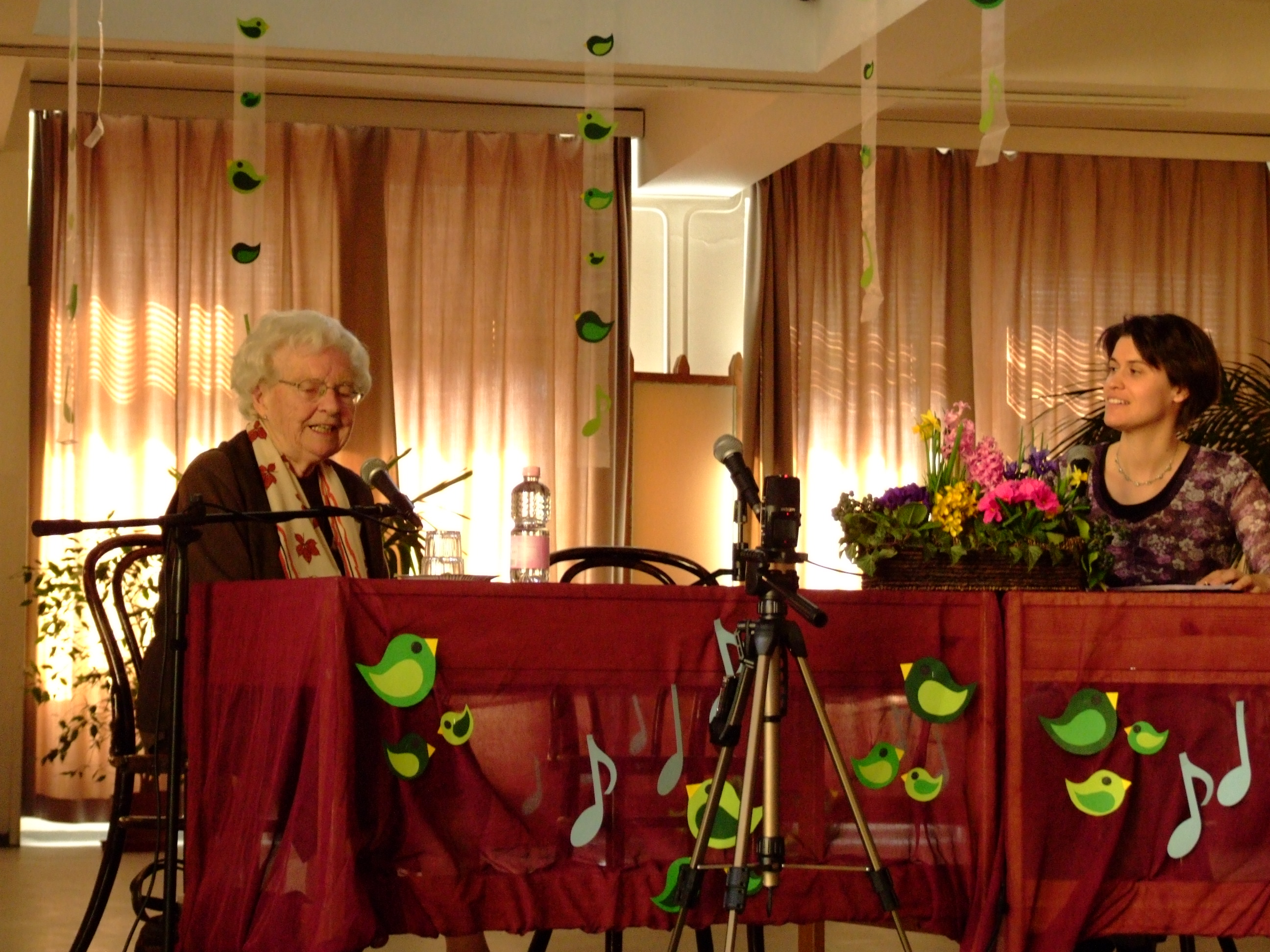
Szőnyi Erzsébet zeneszerző, zenepedagógussal a 2014. március 8-i Szinkópa Vegyeskari Találkozó szakmai napján

Budapesten (ELTE, Liszt Ferenc Zeneművészeti Egyetem) és Pécsett (JPTE) tanult ének-zenét és karvezetés szakot. 2001 és 2008 között budapesti közoktatási intézményekben tanított, majd 2008 és 2018 között a SZTE ZMK Zeneelméleti Karán főiskolai docensként szolfézsoktatóként, és a SZTE ZMK Vox Universitatis Szegediensis vegyeskarának karnagyaként működött. 2007-ben doktorált Georg Friedrich Händel Izrael Egyiptomban című oratóriumának elemzéséből.
2012-től a Szinkópa Vegyeskari Találkozó rendezvények művészeti vezetője és az Erkel Ferenc Vegyeskarral házigazdája.
Munkásságát a következő díjakkal ismerték el:
- 1996: Szeged, Főiskolások Országos Karvezető versenye - I. helyezés
- 1997: a IX. Budapesti Nemzetközi Kórusverseny – Lantos Rezső karnagyi díj
- 1998: Kodály Zoltán IV. Magyar Kórusverseny – Lantos Rezső karnagyi díj
- 1999: XXIII. Debreceni Bartók Béla Nemzetközi Kórusverseny - karnagyi különdíj és a kötelező Kodály: Öregek c. mű kiemelkedő előadásáért a Kodály Társaság különdíja
- 2000: XIII. Budapesti Nemzetközi Kórusverseny – karnagyi különdíj
- 2001: Artisjus-díj
- 2002: 51. Seghizzi Goriziai Nemzetközi Kórusverseny – karnagyi különdíj
- 2003: Kodály Zoltán VII. Magyar Kórusverseny – Lantos Rezső karnagyi díj